# MITSUKI
MITSUKI（みつき、1995年3月17日 - ）は、大阪府在住の現役女子中高生アイドルグループ「ファンタ☆ピース」のメンバー。元ファンタスタープロモーション、ヴィズミックプロモーション所属。

## プロフィール
- 生年月日-1995年3月17日（30歳）
- 身長-146cm。
- スリーサイズ-B75cm、W55cm、H75cm。
- 血液型-A型。
- 特技はダンス。

## 出演

### テレビ
- ファンタくらぶ（2007年2月 - 、ケーブルウエストコミュニティチャンネル）

### ラジオ
- ファンタスター学園（2007年1月 - 2008年3月、ラジオ大阪）
- ファンタスターハウス（2008年4月 - 、ラジオ大阪）

### モデル
- アンドリュー「エッグタルト」イメージモデル（2008年）